# Carol·lins
Els carol·lins (Carollinae) són una subfamília de ratpenats fil·lostòmids.

## Taxonomia
- Gènere Carollia
  - Ratpenat cuacurt sedós (Carollia brevicauda)
  - Ratpenat cuacurt d'Allen (Carollia castanea)
  - Carollia colombiana
  - Ratpenat cuacurt de Seba (Carollia perspicillata)
  - Carollia sowelli
  - Ratpenat cuacurt de Hahn (Carollia subrufa)
- Gènere Rhinophylla
  - Ratpenat escuat negre (Rhinophylla alethina)
  - Ratpenat escuat de Fischer (Rhinophylla fischerae)
  - Ratpenat escuat gris (Rhinophylla pumilio)